# آشخن آبازیان
آشخن مخاکی آبازیان (ارمنی: Աշխեն Մեխակի Աբազյան؛ انگلیسی: Ashkhen Abazyan زادهٔ ۲ ژوئیهٔ ۱۹۳۸ - درگذشت ۶ ژانویهٔ ۲۰۲۳)، روزنامه‌نگار، شاعر و نثرنویس اهل ارمنستان بود.

## زندگی‌نامه
وی در ۲ ژوئیه در روستای برداوان به دنیا آمد و از دانشکده لغت‌شناسی دانشگاه دولتی ایروان فارغ‌التحصیل گشت. وی عضو اتحادیه نویسندگان ارمنستان (۱۹۸۹) بود. وی برنده جوایزی همچون جایزه واهاگن شد. وی در ۶ ژانویهٔ ۲۰۲۳ در سن ۸۴ سالگی در نویمبریان به علت مشکلات جدی ریوی درگذشت و در آرامستان روستای زادگاهش به خاک سپرده شد.